# شبگردجغد
شبگردجغد (نام علمی: Aegotheles) نام یک سرده از راسته شبگردجغدسانان است.

## گونه‌ها
- - بوفچه-شبگرد نیوزیلندی،  Aegotheles novaezealandiae
  - بوفچه-شبگرد کالدونیای جدید،  Aegotheles savesi
  - Feline owlet-nightjar, Aegotheles insignis
  - بوفچه-شبگرد ستاره‌ای Aegotheles tatei
  - Long-whiskered owlet-nightjar , Aegotheles crinifrons
  - بوفچه-شبگرد استرالیایی،  Aegotheles cristatus
  - بوفچه-شبگرد نواری،  Aegotheles bennettii
  - بوفچه-شبگرد،  Aegotheles affinis
  - Wallace's owlet-nightjar, Aegotheles wallacii
  - Archbold's owlet-nightjar, Aegotheles archboldi
  - Mountain owlet-nightjar, Aegotheles albertisi
    - Salvadori's owlet-nightjar, Aegotheles (albertisi) salvadorii